# مايلز سيمون
مايلز سيمون (21 نوفمبر 1975 بستوكهولم في السويد - ) (بالإنجليزية: Miles Simon)‏ هو مدرب كرة سلة ولاعب كرة سلة أمريكي في مركز هجوم خلفي. لعب مع أورلاندو ماجيك وبالاكانسترو فاريزي.

## وصلات خارجية
- مايلز سيمون على موقع إن بي أي (الإنجليزية)
- مايلز سيمون على موقع سبورتس رفرنس (الإنجليزية)
- مايلز سيمون على موقع كرة السلة الأوروبية.كوم (الإنجليزية)
- مايلز سيمون على موقع كلية كرة السلة في سبورتس رفرنس.كوم (الإنجليزية)
- مايلز سيمون على موقع ريلجم (الإنجليزية)
- مايلز سيمون على موقع بروبوليرز (الإنجليزية)
- مايلز سيمون على موقع سبورتس رفرنس (الإنجليزية)
- مايلز سيمون على موقع سبورتس رفرنس (الإنجليزية)